# Бозок (городище)
Бозок (каз. Бозоқ) — середньовічне городище в Акмолінській області Казахстану. Виявлено в 1998 році, археологом К. А. Акішевим на східному березі озера Бузикти (каз. Бұзықты), на захід від міста Астана. Пам'ятка історії та культури Казахстану республіканського значення.

## Географічне положення
Городище Бозок розташоване за 5 км на захід від м. Астана, серед боліт лівої заплавної долини р. Ішим. Руїни городища займають залишок східного берега озера Бузикти площею 40 га. Розкопки пам'ятки розпочато 1998 р. у рамках Ішимської стаціонарної археологічної експедиції під керівництвом К. А. Акішева і ведуться до цього дня. Унаслідок розкопок встановлено, що городище Бозок було засноване у VII—IX ст. та функціонувало до XV—XVI ст. Проте населеним воно було до X—XIII ст. Пізніше руїни городища стали місцем поховання. Тут були побудовані мавзолеї з паленої та сирцевої цегли, здійснені поховання за мусульманським обрядом та ґрунтові поховання з речами. Пам'ятка складається з хронологічно різночасних груп, серед яких 3 квартали, оточені валом і ровом, стаціонарні житла, культово-меморіальний комплекс і система іригацій. Тривалий час наявність тонкого культурного шару і нечисленність поселенських знахідок не дозволяла визначити етнокультурну приналежність пам'ятки. За підсумками перших років експедицій К. Акішев датував Бозок часом Кипчацького ханства — X—XII ст. Подальші археологічні дослідження — відкриття тюркського житла, жител-землянок, дослідження архітектури валу та рову дозволили вченому зробити висновок про більш ранню історію пам'ятки. Так, на думку вченого, першими цю територію освоїли давні тюрки у VII—VIII ст. У нижньому горизонті північного кварталу розчищено житло округло-овальної форми, що відноситься до періоду раннього середньовіччя. Планіграфічний образ та військово-оборонні конструкції містоутворювальної частини відносяться до періоду огузо-кипчацької конфедерації народностей. У південній частині комплексу виявлено мавзолеї епохи Золотої орди, трапляються монгольські поховання. В епоху пізнього середньовіччя (XV—XVII ст.) тут розташовується мусульманський некрополь.

## Історія
Городище Бозок вперше стало відомим після публікації дорожніх нотаток офіцера царської армії, краєзнавця, геолога та ботаніка І. П. Шангіна, що здійснив подорож із Сибіру в Середню Азію в 1816 р. У 1929—1930 рр. відомий краєзнавець Леонід Семенов провів перші розкопки на пам'ятці.